# 내곡동 (강릉시)
내곡동(內谷洞)은 대한민국 강원특별자치도 강릉시의 행정동이다.

## 개요
내곡동은 남대천변 소나무숲이 우거진 도농 복합지역으로 도시 근교의 신흥개발 지역이다. 또한 관동대학교를 비롯한 2개 초등학교가 소재한 교육의 중심지이며, 신복사지 삼층석탑 및 석불좌상이 있는 문화재 보존지역이다.
1897년 내곡동, 제동, 자군동, 심복동, 탑동을 합하여 내곡리, 준방동, 회산동을 합하여 덕방면 편입하였다. 일제강점기인 1914년 내곡리, 회산리, 성남면의 관할이 되었다가, 1920년 내곡리, 회산리, 성덕면의 관할로 바뀌었다. 해방과 한국전쟁 이후 1955년 강릉시 승격에 따라 내곡동으로 칭하게 되었다.

## 법정동
- 회산동(淮山洞)
- 내곡동

## 교육
- 남산초등학교
- 명주초등학교
- 가톨릭관동대학교

## 주거
| 단지명            | 단지명 | 건설사         | 시행사           | 주소             | 입주        | 비고     |
| ----------------- | ------ | -------------- | ---------------- | ---------------- | ----------- | -------- |
| 강릉자이 파인베뉴 | 내곡동 | 지에스건설㈜   | ㈜성만개발       | 동해대로 2768    | 2024년 1월  |          |
| 내곡한라          | 내곡동 | 한라건설㈜     | 한라건설㈜       | 강변로 114       | 1997년 11월 |          |
| 내곡현대          | 내곡동 | 현대건설       | 현대건설         | 범일로 645       | 1998년 2월  |          |
| 강릉 힐스테이트   | 회산동 | 현대엔지니어링 | 현대지역주택조합 | 회산로383번길 37 | 2018년 10월 |          |
| 회산 한신더휴     | 회산동 | 한신공영       | 한국토지신탁     | 회산로 313       | 2019년 3월  |          |
| 회산주공          | 회산동 | ㈜태평양개발   | 대한주택공사     | 강변로 94        | 2006년 5월  | 국민임대 |
| 강릉 아테라       | 회산동 | 금호건설       | 금호건설         | 회산동 535-1     | 2027년 4월  |          |

## 관광
- 신복사지 삼층석탑 및 석불좌상